# Manuel Duran (organista)
Manuel Duran (Esparreguera, ? - Lleida, 1752) va ser un organista i compositor. El 5 d'octubre de 1727 va ser admès com organista a la seu de Lleida essent Domènec Teixidor el mestre de capella. Va exercir aquest càrrec fins a la seva mort, moment que va ser substituït per Maurici Espona, nombrat el 10 d'octubre de 1727.
Es coneix la seva obra Salmodia de todos los tonos, a 7, 8 i 9 veus i orgue, conservada a la Biblioteca de l'Orfeó Català de Barcelona.